# Ricardo Villagran
Pour les articles homonymes, voir Villagrán.
Ricardo Villagran est un dessinateur argentin de bandes dessinées.

## Biographie
Ricardo Villagran est né à Corrientes (Argentine) en 1938. Il a terminé ses études à Escuela Nacional de Bellas Artes de Buenos Aires. En 1969, Villagran commence à travailler pour Editorial Columba (Buenos Aires, Rio de Janeiro, Lima, Caracas, Asunción, Montevideo, Santiago) Codex Ediciones, Guisa (Espagne), Eura (Rome), et Fleetway (Royaume-Uni).
À partir de 1976, il travaille très ponctuellement pour les comics. Il participe au #8 de Claw, The Unconquered ou encore la même année dans le #241 de House of Mystery.
Profitant d'un voyage aux États-Unis en 1982, il noue des contacts qui vont lui permettre de travailler plus durablement avec DC (Atari Force, Star Trek, etc. ), Comico (Evangeline) ou Archie (Blue Ribbon Comics, Steel Sterling, The Mighty Crusaders, etc.). Il collabore depuis avec la plupart des maisons américaines même si une bonne partie de son temps est consacré à la publicité.